# Gran Premio Industria e Artigianato 2002
Il Gran Premio Industria e Artigianato 2002, trentaseiesima edizione della corsa e ventiseiesima con questa denominazione, si svolse il 4 maggio. Fu vinto dall'italiano Stefano Garzelli della Mapei-Quick Step davanti ai suoi connazionali Giuliano Figueras e Francesco Casagrande.

## Ordine d'arrivo (Top 10)
| Pos. | Corridore            | Squadra                  | Tempo    |
| ---- | -------------------- | ------------------------ | -------- |
| 1    | Stefano Garzelli     | Mapei-Quick Step         | 5h14'02" |
| 2    | Giuliano Figueras    | Ceramiche Panaria-Fiordo | s.t.     |
| 3    | Francesco Casagrande | Fassa Bortolo            | a 5"     |
| 4    | Fabio Sacchi         | Saeco                    | a 23"    |
| 5    | Simone Masciarelli   | Acqua & Sapone           | s.t.     |
| 6    | Luca Mazzanti        | Mercatone Uno            | s.t.     |
| 7    | Uroš Murn            | Formaggi Trentini        | s.t.     |
| 8    | Devis Miorin         | De Nardi                 | s.t.     |
| 9    | Alexander Kolobnev   | Acqua & Sapone           | s.t.     |
| 10   | Tadej Valjavec       | Fassa Bortolo            | s.t.     |